# Худобин, Антон Валерьевич
Анто́н Вале́рьевич Худо́бин (род. 7 мая 1986, Усть-Каменогорск) — российский хоккеист, вратарь. Чемпион мира 2014 года в составе сборной России (на турнире не сыграл ни одного матча).

## Биография
Воспитанник усть-каменогорской и магнитогорской школы хоккея.

### Клубная карьера
Дебютировал в чемпионате России в составе магнитогорского «Металлурга» в сезоне 2004/05.
Сезон 2005/06 впервые провёл за океаном, в Западной хоккейной лиге — юниорской хоккейной лиге Западного побережья Северной Америки. Там являлся вратарём основного состава одного из ведущих клубов этой лиги — Saskatoon Blades.
Следующий сезон провёл в первенстве России, вернувшись под знамёна «Магнитки». Команда выиграла первенство, на долю Худобина досталось 16 игр в регулярном чемпионате и три в плей-офф.
После этого последовал трёхлетний вояж по различным клубам Северной Америки — «Хьюстон Аэрос», Texas Wildcatters, Florida Everblades.
В 2010 году был приглашён на матч всех звёзд Американской хоккейной лиги.
Дебют в Национальной хоккейной лиге состоялся 4 февраля 2010 года в составе клуба «Миннесота Уайлд» в матче против «Эдмонтон Ойлерз». Заменив при счете 2:2 во второй половине третьего периода основного голкипера Джоша Хардинга, получившего повреждение, Худобин отразил все 9 бросков в свои ворота, игровой отрезок с его участием команда выиграла со счетом 2:0, а матч со счетом 4:2. 6 февраля 2010 года в Сент-Поле сыграл свой первый полный матч в НХЛ против «Филадельфии Флайерз». Отразив 38 бросков из 39 Худобин, позволил победить своей команде со счетом 2:1 и был признан первой звездой встречи.
В сезоне 2010/11 провёл 4 матча — все в январе 2011 года. В одном из них он заменил за 9,5 минут до конца встречи неудачно игравшего в тот день Жозе Теодора. Три последующие встречи, две из которых «Миннесота» выиграла, Худобин отыграл как основной вратарь. В обоих выигранных матчах признавался первой звездой встречи, за 120 минут пропустив всего 1 шайбу. 16 января 2011 провёл первую «сухую» встречу в НХЛ, это был всего третий полный матч для Худобина в лиге, а соперником являлся «Ванкувер Кэнакс» — команда-победитель регулярного чемпионата.

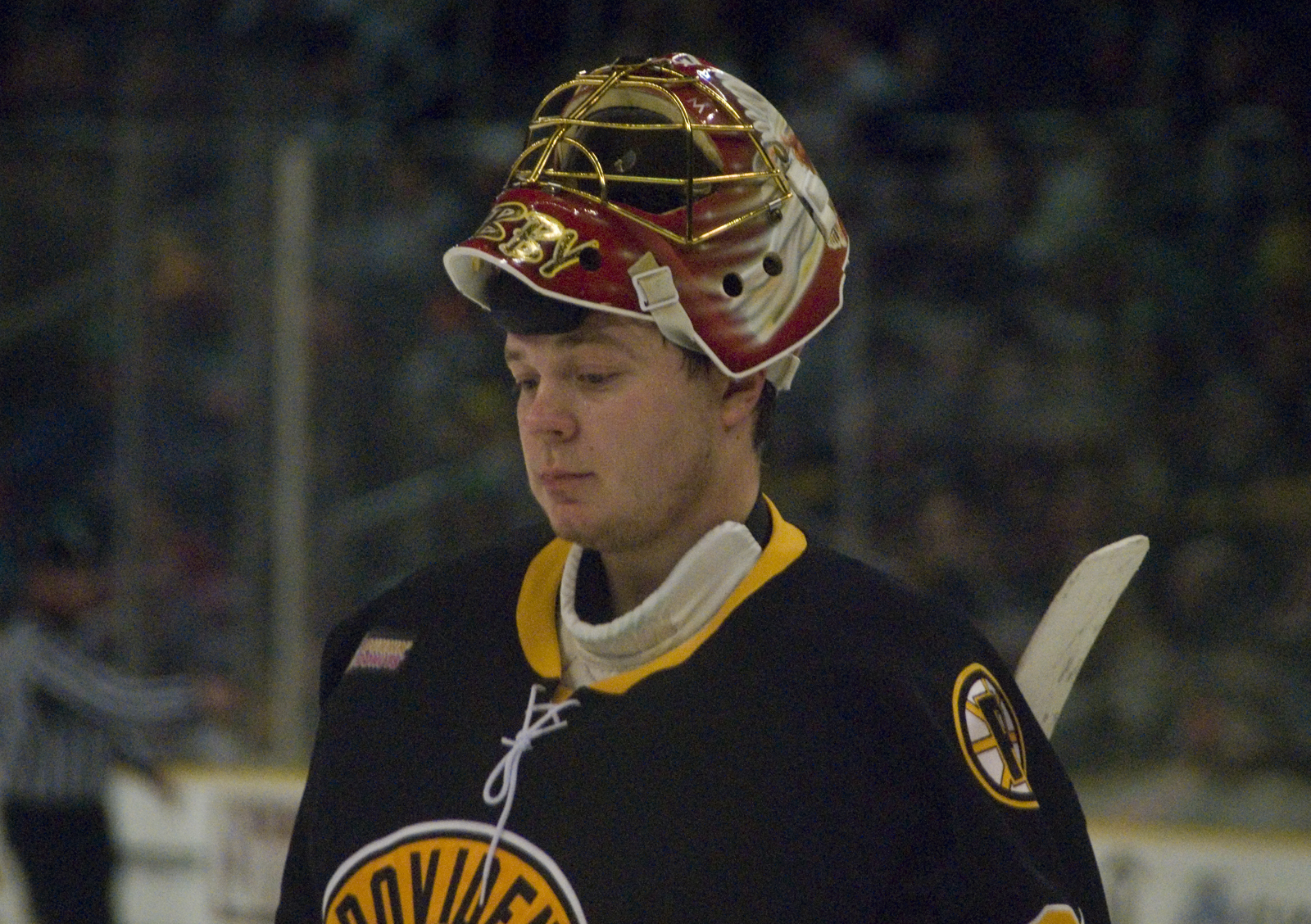
Худобин в 2011 году

28 февраля 2011 года Худобин был обменян в «Бостон Брюинз» на Джеффа Пеннера и Микко Лехтонена. В основной состав новой команды Худобин не попал и провёл остаток сезона в фарм-клубе — «Провиденс Брюинз» (АХЛ). Однако во время финальной серии Кубка Стэнли Худобин входил в число резервных вратарей «Бостона» — будущего обладателя трофея, впрочем из-за великолепной игры основного вратаря Тима Томаса, вступить в игру никому из сменщиков американского голкипера так и не дали.
Свой первый матч за «Бостон» Худобин провёл 4 апреля 2012 года в Оттаве против местного клуба «Оттава Сенаторз». «Брюинз» победили со счётом 3:1, а Худобин был признан первой звездой матча. После этой встречи на его счету в НХЛ стало 5 побед при единственном поражении.
В сезоне 2013/2014 выступал за клуб «Каролина Харрикейнз», с которым подписал однолетний контракт на 0,8 млн долларов.
Одержал победы во всех 6 своих первых полных матчах за «Каролину», установив тем самым рекорд клуба. В марте 2014 года продлил контракт на 2 года на 4,5 млн долларов.
Летом 2015 года «Каролина» обменяла Худобина в «Анахайм Дакс» на защитника Джеймса Висневски.
После 9 матчей за «уток» Худобин был выставлен на драфт отказов. В результате остаток сезона 2015/2016 он провёл в АХЛ в клубе «Сан-Диего Галлз».
По окончании сезона Худобин вернулся в «Бостон», подписав с клубом двухлетний контракт на сумму 1,2 млн долларов в год.
Худобин удачно провёл сезон 2017/18 за «Бостон»: в начале сезона вытеснил Туукку Раска из основного состава. Но летом 2018 года не сумел договориться с «Бостоном» о продлении контракта и подписал двухлетний договор на 5 млн долларов с «Даллас Старз».
27 декабря 2018 года в составе «Далласа» установил рекорд клуба, отразив все 49 бросков в матче против «Нэшвилл Предаторз».
В сезоне 2019/20 дошёл с «Далласом» до финала Кубка Стэнли, сыграв в плей-офф 25 матчей (14 побед) и отбив 91,7 % бросков. В финале «Старз» уступили «Тампе-Бэй Лайтнинг».
В октябре 2020 года 34-летний Худобин продлил контракт со «Старз» на три года на общую сумму 10 млн долларов.
В сезоне 2020/21 провёл 32 матча за «Даллас» и одержал 12 побед. По ходу сезона преодолел отметку в 100 побед в регулярных сезонах НХЛ. В сезоне 2021/22 сыграл за «Даллас» только 9 матчей (3 победы). 13 декабря 2021 года «Даллас Старз» выставили Худобина на драфт отказов. Никто из клубов НХЛ не подписал его, позднее он отправился в клуб АХЛ «Техас Старз».
2 марта 2023 года «Даллас» обменял Худобина, у которого истекал контракт в конце сезона 2022/23, в «Чикаго Блэкхокс». За «Блэкхокс» Худобин провёл только 1 матч, в котором пропустил 6 шайб после 28 бросков.
4 сентября 2023 года вернулся в Россию, подписав контракт с клубом ВХЛ «Сокол» из Красноярска.
21 ноября 2023 года клуб КХЛ «Сибирь» объявил о подписании контракта с Антоном Худобиным. В марте 2024 года контракт был расторгнут по обоюдному согласию сторон, Худобин провёл за «Сибирь» всего 5 матчей.
1 августа 2025 года объявил об завершении карьеры.

### Карьера в сборной
Антон Худобин был основным вратарем сборной России по хоккею на юниорском чемпионате мира 2003/2004, где российская команда завоевала золотые медали. Провёл на льду все 6 встреч без замен, а в матче со сборной Финляндии Худобин на 60-й минуте даже забил шайбу в пустые ворота соперников. Вошёл в символическую сборную турнира.
На чемпионате мира по хоккею с шайбой среди молодёжных команд 2004/2005 Антон Худобин вновь был основным вратарём сборной России, на этот раз россияне оказались вторыми.
На чемпионате мира по хоккею с шайбой среди молодёжных команд 2005/2006 Худобин в очередной раз стал вратарем № 1 российской сборной. Второй год подряд молодые российские хоккеисты завоевали серебряные награды уступив в финале ровесникам-канадцам.
С апреля 2010 года Антон Худобин стал игроком национальной сборной России по хоккею. Первый матч в составе основной российской команды провёл 2 мая 2010 года против сборной Чехии на Шведских хоккейных играх, в рамках финального этапа Хоккейного Евротура 2009/2010.
В мае 2014 года в составе сборной России стал чемпионом мира на первенстве в Минске, являясь третьим вратарём сборной и не сыграв ни минуты. На чемпионате мира 2015 года сыграл 4 минуты и стал серебряным призёром.

## Достижения
| Год           | Команда                | Достижение                                        | Достижение |
| ------------- | ---------------------- | ------------------------------------------------- | ---------- |
| Клубные       |                        |                                                   |            |
| 2007          | Металлург Магнитогорск | Чемпион России                                    |            |
| 2020          | Даллас Старз           | Обладатель Приза Кларенса Кэмпбелла               |            |
| Международные |                        |                                                   |            |
| 2003          | Россия (юниор.)        | Серебряный призёр Мемориала Ивана Глинки          |            |
| 2004          | Россия (юниор.)        | Победитель юниорского чемпионата мира             |            |
| 2005, 2006    | Россия (мол.)          | Серебряный призёр молодёжного чемпионата мира (2) |            |
| 2014          | Россия                 | Чемпион мира                                      |            |
| 2015          | Россия                 | Серебряный призёр чемпионата мира                 |            |

| Год  | Команда            | Достижение                                                | Достижение |
| ---- | ------------------ | --------------------------------------------------------- | ---------- |
| 2004 | Россия (юниор.)    | Попадание в Сборную всех звёзд юниорского чемпионата мира |            |
| 2008 | Техас Уайлдкэттерс | Участник Матча всех звёзд ECHL                            |            |
| 2008 | Техас Уайлдкэттерс | Попадание в Сборную новичков ECHL                         |            |
| 2008 | Техас Уайлдкэттерс | Лучший вратарь ECHL                                       |            |
| 2008 | Техас Уайлдкэттерс | Попадание в первую Сборную всех звёзд ECHL                |            |
| 2008 | Техас Уайлдкэттерс | Лучший процент отражённых бросков ECHL                    |            |
| 2008 | Техас Уайлдкэттерс | Лучший коэффициент надёжности ECHL                        |            |
| 2010 | Хьюстон Аэрос      | Участник Матча всех звёзд АХЛ                             |            |

### Награды
- Орден Почёта (27 мая 2014) — вручён Президентом России Владимиром Путиным за победу в чемпионате мира 2014 года в составе сборной России по хоккею[13].